# Bercy
Bercy è il 47º quartiere amministrativo di Parigi, situato nel XII arrondissement.
Situata lungo la Senna, questa zona è una delle più anticamente popolate. È qui che arrivavano le merci trasportate sulla Senna, fra cui il vino della Borgogna. Il quartiere è stato profondamente ristrutturato a partire dal 1980 con la costruzione del Palazzo Omnisport di Parigi-Bercy (1984) e del palazzo del Ministero dell'Economia, delle Finanze e dell'Industria francese (1990).

## Geografia
Il quartiere Bercy è delimitato:
- a nord dal quartiere di Picpus;
- a nord-ovest dal quartiere Quinze-Vingts;
- a sud dalla Senna;
- a est dal comune di Charenton-le-Pont.

È collegato al XIII arrondissement dal Pont de Bercy, dal Pont de Tolbiac e dalla Passerelle Simone-de-Beauvoir.

## Storia
In questo quartiere furono trovate alcune delle più antiche tracce di un insediamento umano a Parigi, risalenti al tardo Neolitico, fra il 4000 e il 3800 a.C.
Il nome Bercy (riportato anche Bercix) compare per la prima volta in atti di proprietà del XII secolo. La zona apparteneva alla famiglia Montmorency, che lo cedette alla famiglia Malon. Quest'ultima provvedette, ad opera di François Le Vau, alla costruzione del Castello di Bercy.
Nel XVIII secolo, un'ampia zona situata lungo la Senna, in prossimità degli allora limiti della città, iniziò ad essere usata come area di stoccaggio, in particolare di vino. Per duecento anni la zona è stata il fiorente centro del commercio vinicolo di Parigi e un insieme unico di culture.
Bercy era inizialmente un comune. Con una legge del 16 giugno 1859, il comune scomparve; la parte a nord-ovest fu unificata a Parigi, mentre la parte a sud-est a Charenton-le-Pont. Il quartiere attuale nacque il 3 novembre dello stesso anno dalla fusione fra il vecchio comune di Bercy e una parte dell'VIII antico arrondissement.
Il castello di Bercy fu progressivamente demolito per permettere la costruzione della linea ferroviaria Parigi-Lione, l'ampliamento del Bois de Vincennes e soprattutto la ristrutturazione dei magazzini di vino da parte di Eugène Viollet-le-Duc. Le botti in arrivo venivano trasportate sulla Senna e depositate nelle cantine di Bercy; questa attività resterà fiorente fino alla metà del XX secolo.
Al termine del XX secolo, la ristrutturazione del quartiere segnò la fine dei magazzini, ma il loro ricordo vive nel parco che li ha sostituiti e nel nome della stazione della metropolitana lì vicina: Cour Saint-Émilion. La loro architettura, icona di quella del quartiere, ha ispirato la creazione di una zona commerciale e di svago: Bercy Village. A est di questa zona è stato costruito un quartiere commerciale, attorno alla place des Vins-de-France.

## Luoghi d'interesse

L'area ospita essenzialmente edifici moderni, fra cui:
- la sede del Ministero dell'Economia, delle Finanze e dell'Industria;
- il Palazzo Omnisport di Parigi-Bercy;
- la stazione di Parigi Bercy;
- il parc de Bercy, sul sito delle vecchie cantine;
- la Cinémathèque française;
- il Musée des Arts forains;
- il Bercy village;
- la chiesa di Notre-Dame-de-la-Nativité de Bercy;
- il cimitero di Valmy.